# PAK4
PAK4 ist ein Enzym, das vom gleichnamigen Gen kodiert wird und zu den Serin/Threonin-Proteinkinasen gehört. Es spielt eine Rolle bei einer Vielzahl von Funktionen, darunter Signaltransduktionswege, wie die Regulierung des Zytoskeletts, die Zellmigration, das Zellwachstum, Zellproliferation und dem Überleben der Zelle.

## Familie
PAK4 gehört zur Familie der p21-aktivierten Kinasen, die sich grob in zwei Unterfamilien aufteilen lässt, von denen die erste durch Binden an aktivierte CDC42 und RAC1 aktiviert wird und die zweite nicht. Die erste besteht aus den Enzymen PAK1, PAK2 und PAK3 und die letztere neben PAK4 auch aus PAK6 und PAK5.